# 考卡利烏帕齊拉 (比羅傑布爾縣)
考卡利是孟加拉國的一個烏帕齊拉，位於巴里薩爾專區的比羅傑布爾縣。

## 人口
考卡利烏帕齊拉共有戶數13763戶。據1991年孟加拉國人口普查，該地共有人口70347人，其中男性佔比50.46%，女性49.54%；成年人口37391人。該地7歲以上人口之平均識字率為50.4%，高於全國平均值（32.4%）。